# Maurice Tempelsman

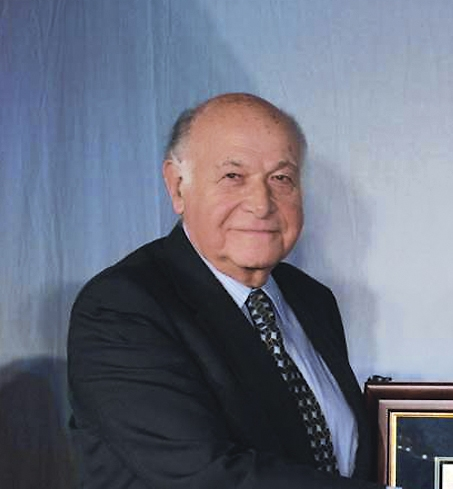
Maurice Tempelsman w 2012 roku

Maurice Tempelsman (ur. 26 sierpnia 1929 w Antwerpii) – filantrop i biznesmen amerykański specjalizujący się w handlu diamentami, prezes Lazare Kaplan International, firmy zajmującej się obróbką i sprzedażą diamentów.
Do USA przybył jako dziecko, do szkół uczęszczał w Nowym Jorku, tam też ukończył studia na Uniwersytecie Nowojorskim. Pod koniec lat 40. XX wieku poślubił polską Żydówkę, córkę handlarza diamentami, 17-letnią wówczas Lilly Bucholz. Miał z nią troje dzieci.
Po śmierci Arystotelesa Onasisa pod koniec lat 70. związał się z wdową po nim (wcześniej też po prezydencie J.F. Kennedym), Jacqueline Kennedy Onassis. Był jej towarzyszem aż do jej śmierci w 1994.